# Marina SUA
United States Navy (Forțele Navale ale Statelor Unite) reprezintă marina militară a Statelor Unite ale Americii. Este cea mai mare forță militară navală din lume.
Marina militară a SUA a fost înființată în data de 13 octombrie 1775.

#### Portavioane

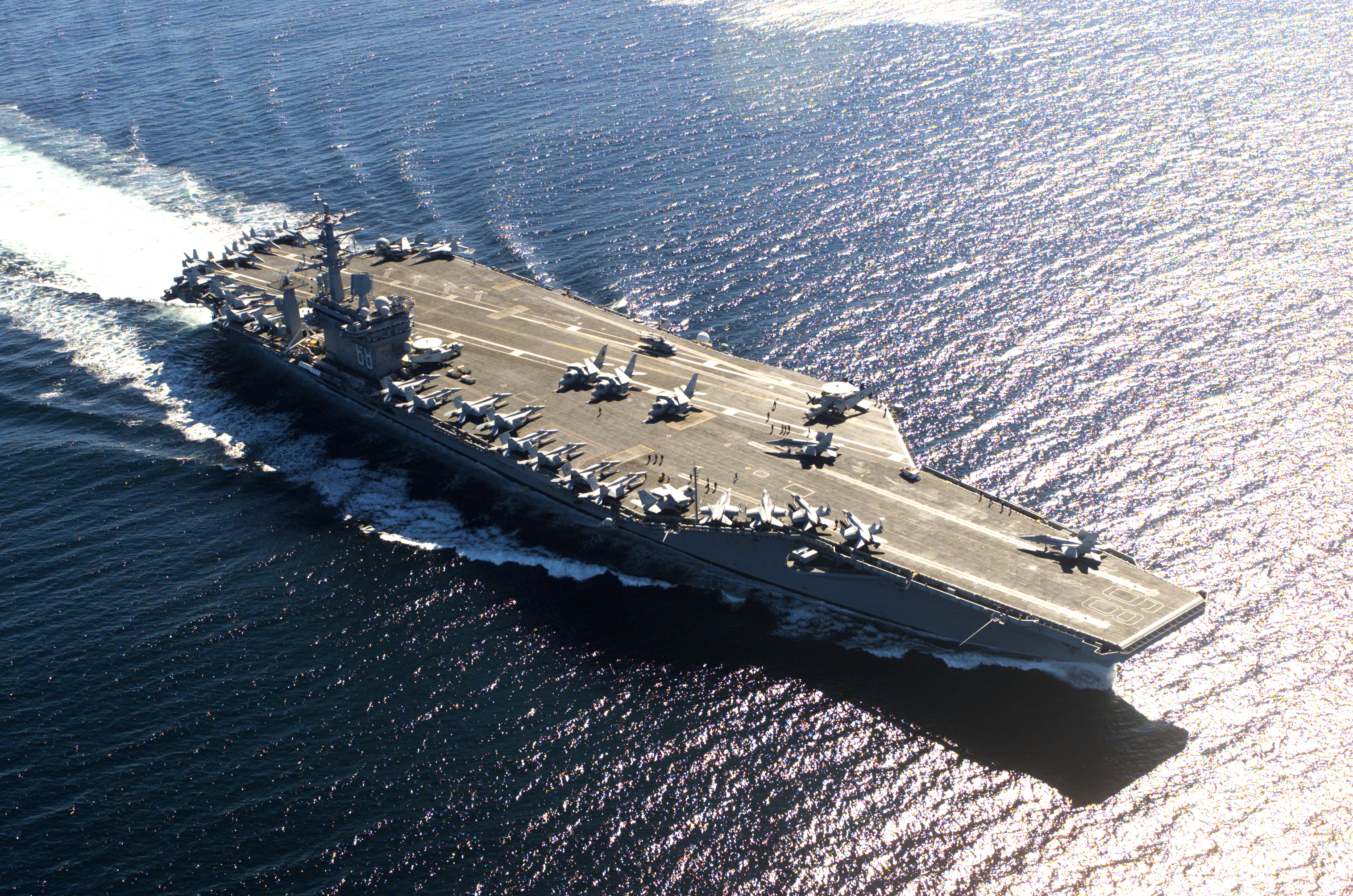
USS Nimitz (CVN-68), portavionul care a dat numele clasei sale

Marina Militară a stabilit, că minimul de portavioane necesare este de 11 portavioane, dar a scăzut la 10 portavioane odată cu retragerea ultimului portavion din clasa Enterprise în Decembrie 2012 înainte ca portavionul Gerald Ford să intre în serviciu.
Tipuri de portavioane în serviciu:
- Clasa Nimitz -10 portavioane
- Clasa Gerald Ford - 2 în construcție, 1 comandat, alte 7 planificate.

#### Nave de asalt amfibiu
- Nave de asalt amfibiu clasa Tarawa - 1 buc.
- Nave de asalt amfibiu clasa Wasp - 8 buc.
- Nave de asalt amfibiu clasa America - 1 buc.

#### Nave de suprafață
- Crucișătoare din clasa Ticonderoga - 22 buc.
- Distrugătoare din clasa Arleigh Burke - 61 buc.
- Fregate din clasa Oliver Hazard Perry - 19 buc.

#### Submarine
- Submarin clasa Ohio - 18 buc.
- Clasa Los Angeles - 43 buc.
- Clasa Seawolf - 3 buc.
- Clasa Virginia - 9 buc., 5 în construcție

#### Aviația
Tipuri de avioane și elicoptere folosite de US Navy:
- F/A-18 Hornet
- F/A-18E/F Super Hornet
- E-2 Hawkeye
- EP-3 Orion
- E-6 Mercury
- EA-6B Prowler
- EA-18G Growler
- RQ-2 Pioneer
- MQ-8 Fire Scout
- C-2 Greyhound (Transport)
- C-12 Huron
- C-40 Clipper
- C-130 Hercules
- UH-1 Iroquois
- CH-53 Sea Stallion
- CH-53E Super Stallion
- SH-60 Seahawk

## Grade în US Navy

Enseign, Locotenent[10]
Lieutenant Junior Grade, Locotenent-major
Lieutenant, Căpitan
Lieutenant Commander, Locotenent comandor
Commander, Căpitan comandor
Captain, Comandor
Rear Admiral (Lower Half),
Rear Admiral (Upper Half), Contraamiral
Vice Admiral, Viceamiral
Admiral, Amiral
Fleet Admiral, Amiral al Flotei

## Imagini

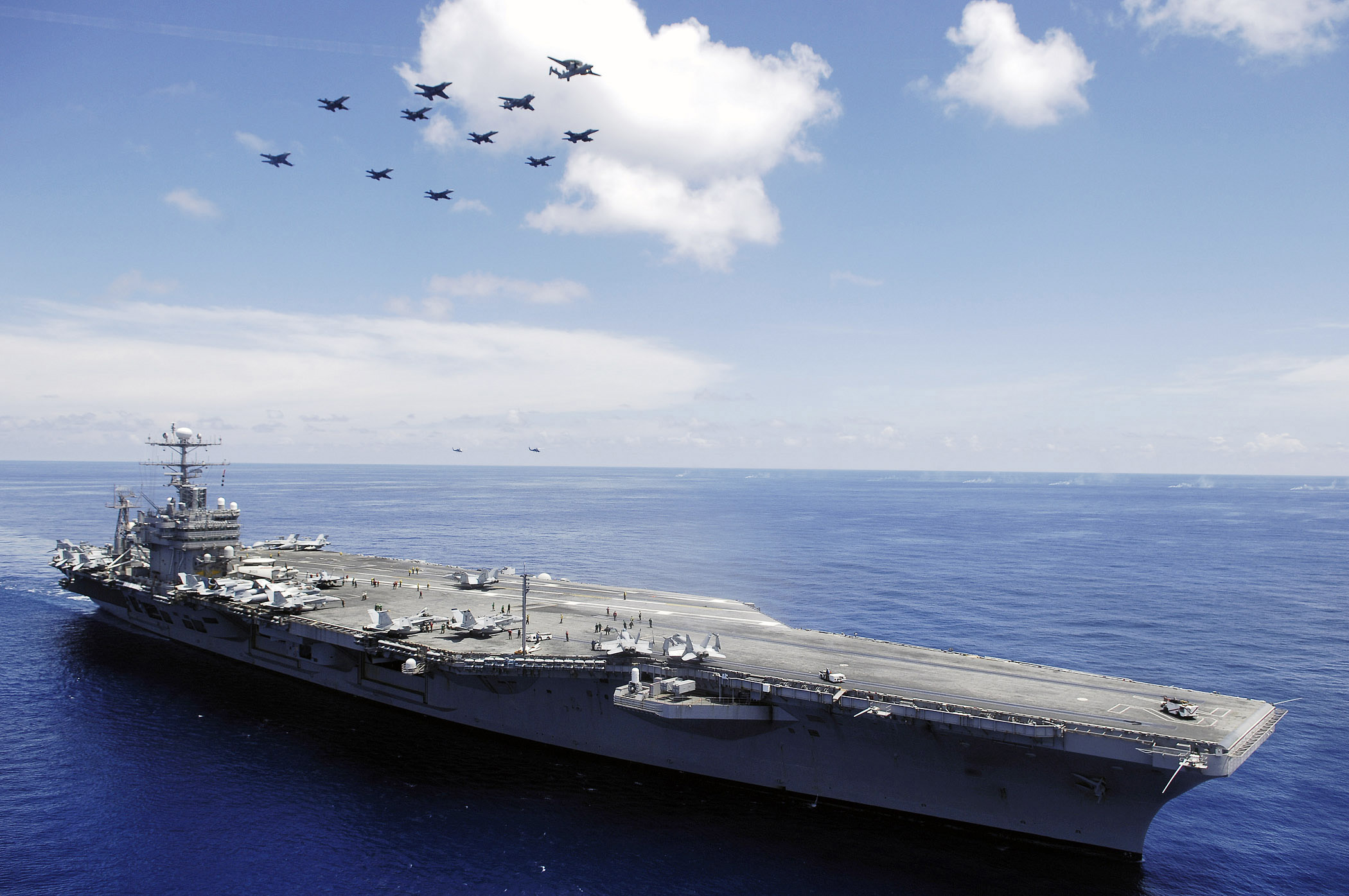
USS Abraham Lincoln
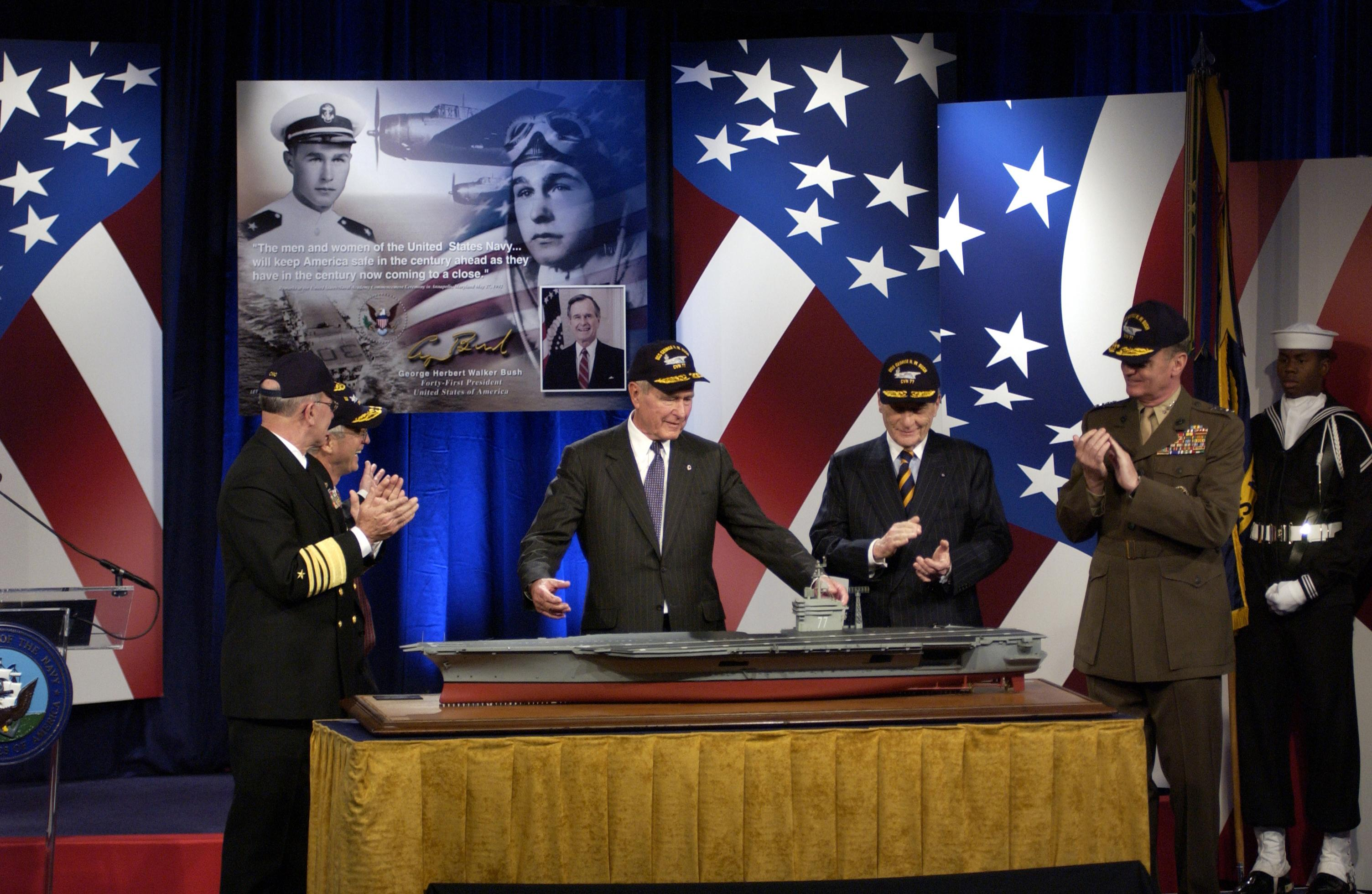
USS George H. W. Bush
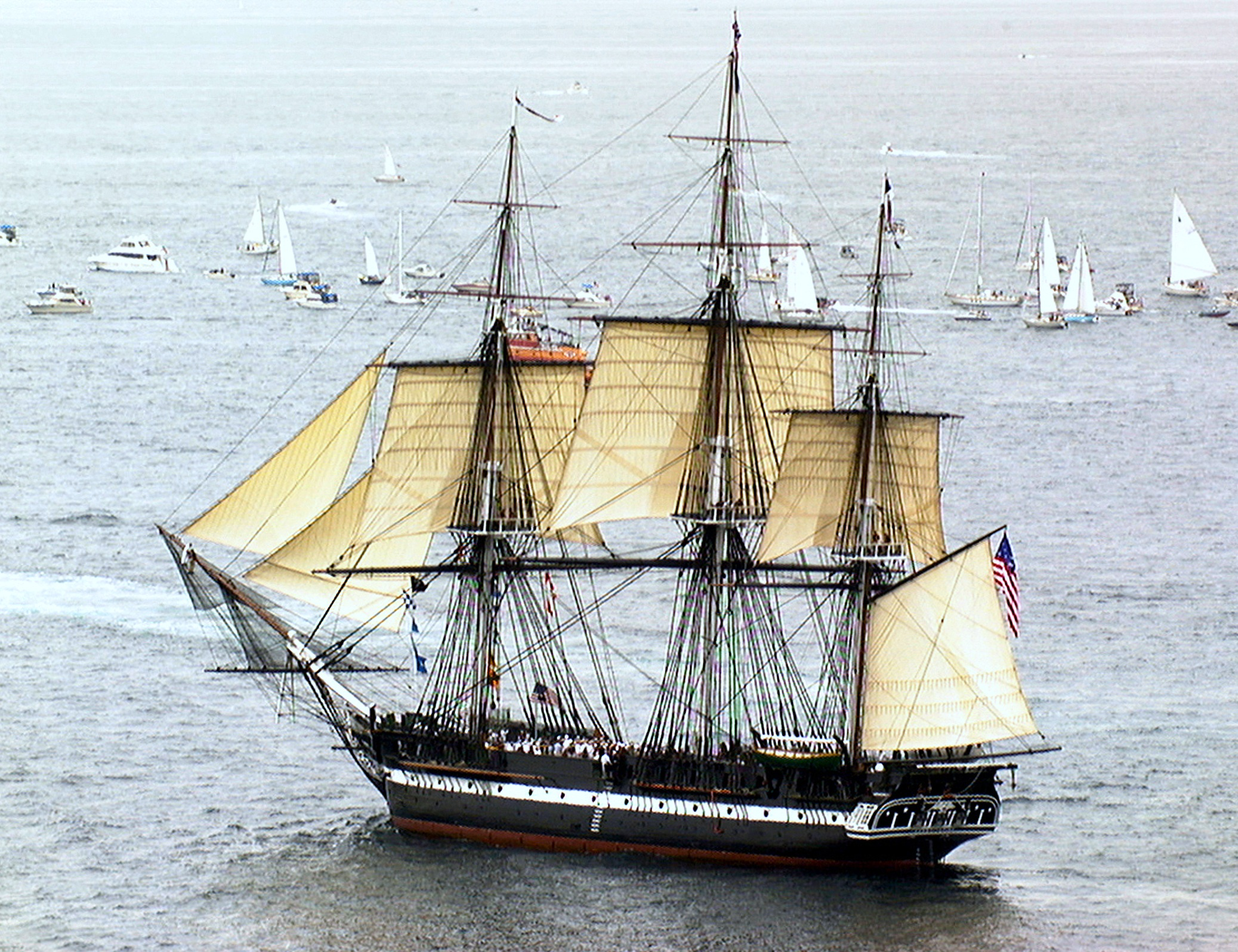
USS Constitution
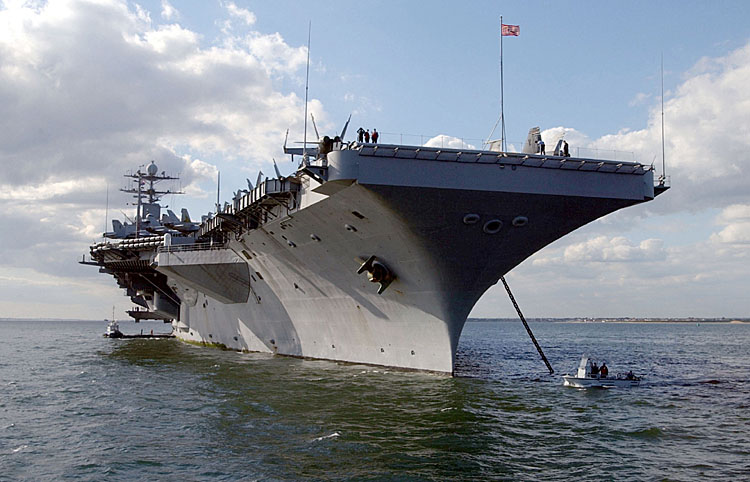
USS Harry Truman
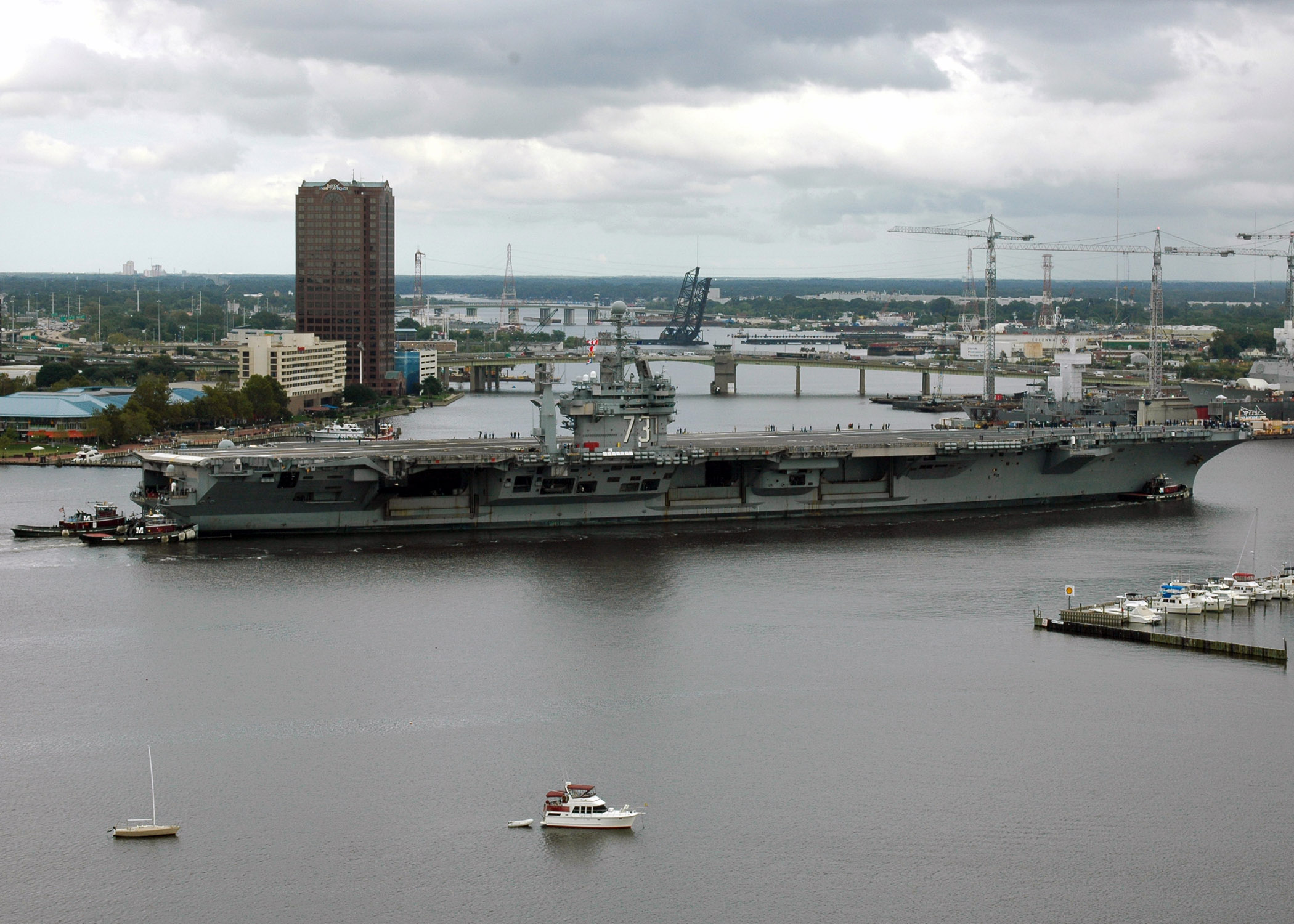
USS George Washington
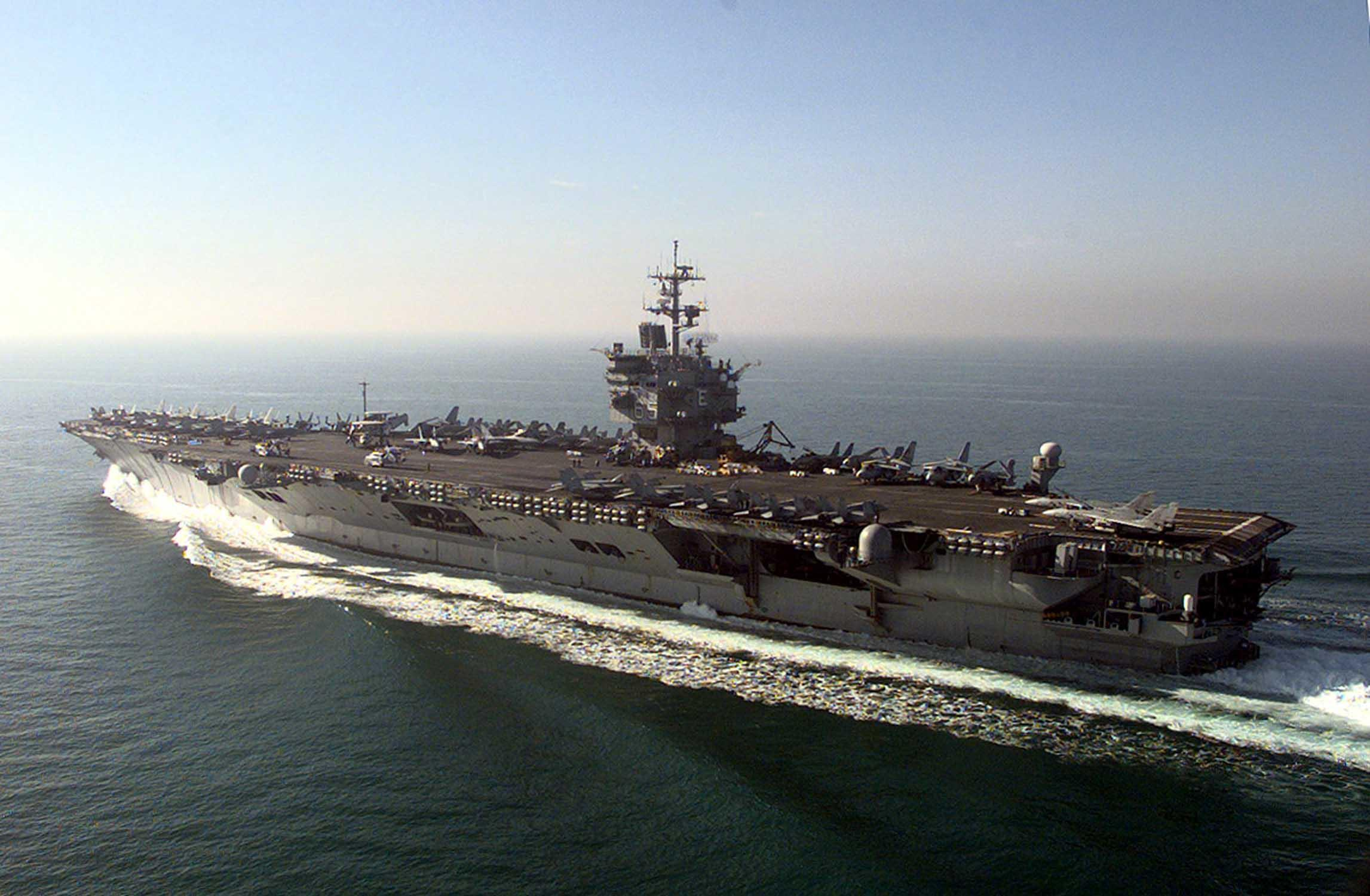
USS Enterprise
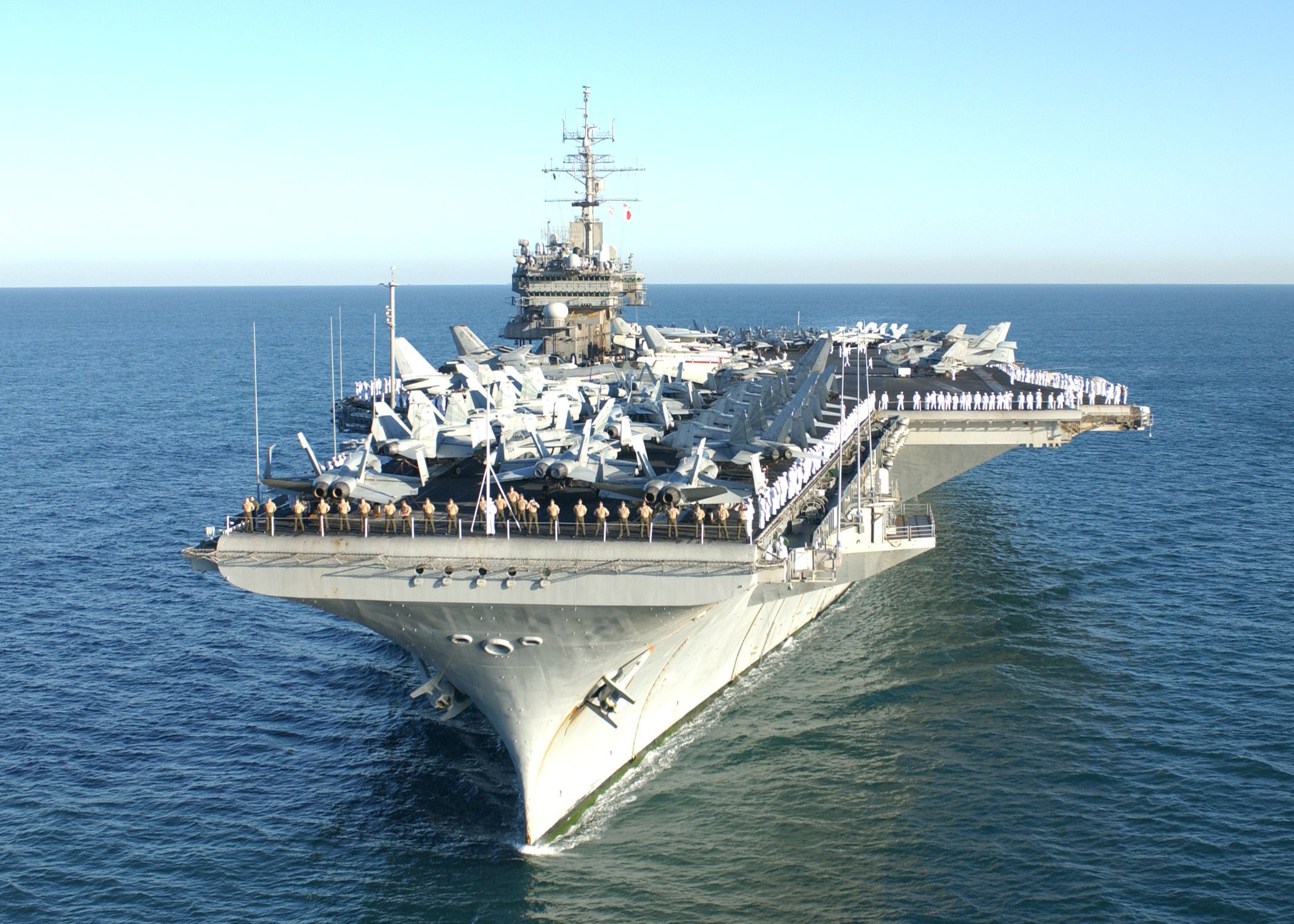
USS Constellation